# Old Carthusians Football Club
L'Old Carthusians FC est un club anglais de football. Les joueurs de ce club sont d'anciens élèves de la Charterhouse School, école basée à Godalming dans le Surrey.

## Histoire
Le club est fondé en 1875. Il remporte la FA Cup en 1881.
Le club évolue aujourd'hui dans une Ligue mineure : l'Arthurian Football League.

## Palmarès
- Coupe d'Angleterre
  - Vainqueur : 1881.

- Coupe d'Angleterre amateur
  - Vainqueur : 1894, 1897.